# Grenz-Echo
Le Grenz-Echo est un quotidien belge de langue allemande. Fondé en 1927 il a son siège à Eupen. 

## Histoire
Le Grenz-Echo a été fondé en 1927 comme « organisme chrétien pour la promotion des intérêts économiques des nouveaux Belges ». Le journal est la propriété du parti catholique.
De 1932 à 1985, il appartient à une société d'édition coopérative du nom de Grenz-Echo, dont le siège se trouve à Verviers. Dans les années 1980, cette société est en contact avec la Régie Générale de Presse, mais opte finalement pour une solution germanophone : le journal devient la propriété de six investisseurs de la région.
Depuis 1992, il est doté d'une nouvelle imprimerie. On peut considérer les festivités organisées à l'occasion de son 65e anniversaire comme l'expression de sa vitalité et de son optimisme.

## Structure
- Tirage : 13 500 exemplaires
- Audience : 46 000 lecteurs (sur 73 000 personnes que compte la communauté germanophone)
- Lectorat : le Grenz-Echo ne vise pas une catégorie professionnelle particulière mais près de 70 % des lecteurs appartiennent aux classes sociales plus aisées. Son lectorat compte 53 % de 15-44 ans.
- Monopole : le Grenz-Echo ne rencontre aucune concurrence.
- Tendances : catholique, indépendant et pluraliste. Longtemps étroitement lié au Parti social-chrétien, il a aussi été qualifié de trop conservateur, mais s'est ouvert pendant ces dernières années.
- Local : implanté à Saint-Vith, Eupen et un peu à Malmedy, c'est un journal régional dont le territoire à couvrir est relativement restreint. La partie locale est très travaillée. Par contre, il est souvent en retard sur les plans national et international parce que le nombre de ses journalistes professionnels ne s'élève qu'à 11 et que, pour les informations nationales et locales, il dépend dès lors d'autres journaux tels que Le Soir, ou d'agences de presse.